# Carlos Trejo
Carlos Alberto Trejo Sánchez (ur. 20 marca 1983 w mieście Meksyk) – meksykański piłkarz występujący na pozycji bramkarza, obecnie zawodnik Chiapas.

## Kariera klubowa
Trejo jest wychowankiem klubu San Luis FC z siedzibą w mieście San Luis Potosí, do którego seniorskiego zespołu, występującego wówczas w drugiej lidze meksykańskiej, został włączony w wieku dwudziestu jeden lat. W jesiennym sezonie Apertura 2004 wygrał z nim rozgrywki Primera División A, co na koniec rozgrywek 2004/2005 zaowocowało awansem do najwyższej klasy rozgrywkowej, jednak on sam pełnił wówczas wyłącznie rolę rezerwowego i bezpośrednio po promocji pozostał na pierwszoligowym zapleczu, zostając zawodnikiem klubu Tampico Madero FC. W tej ekipie, również głównie jako rezerwowy golkiper, spędził rok, po czym odszedł do innego drugoligowca – Correcaminos UAT z siedzibą w Ciudad Victoria, którego barwy również reprezentował przez dwanaście miesięcy, mając pewne miejsce między słupkami. Jego udane występy zaowocowały powrotem do swojego macierzystego San Luis FC, gdzie za kadencji szkoleniowca Raúla Ariasa zadebiutował w meksykańskiej Primera División, 23 marca 2008 w wygranym 2:1 spotkaniu z Pueblą. Ogółem w San Luis występował przez pięć lat bez większych sukcesów, przez cały ten czas pozostając rezerwowym bramkarzem ekipy.
Latem 2011 Trejo udał się na wypożyczenie do drugoligowego zespołu Club Necaxa z miasta Aguascalientes, gdzie spędził kolejny rok, nie potrafiąc wygrać rywalizacji o miejsce w wyjściowej jedenastce z Ivánem Vázquezem. W lipcu 2013 przeniósł się do ekipy Chiapas FC z siedzibą w Tuxtla Gutiérrez, któremu jego dotychczasowy pracodawca San Luis FC sprzedał swoją licencję, lecz natychmiast został wypożyczony do drugoligowego klubu Mérida FC, którego barwy reprezentował przez dwanaście miesięcy, notując regularne występy.
| Sezon     | Klub              | Kraj   | Rozgrywki  | Mecze | Bramki |
| --------- | ----------------- | ------ | ---------- | ----- | ------ |
| 2004/2005 | San Luis FC       | Meksyk | Ascenso MX | 2     | 0      |
| 2005/2006 | Tampico Madero FC | Meksyk | Ascenso MX | 9     | 0      |
| 2006/2007 | Correcaminos UAT  | Meksyk | Ascenso MX | 28    | 0      |
| 2007/2008 | San Luis FC       | Meksyk | Liga MX    | 2     | 0      |
| 2008/2009 | San Luis FC       | Meksyk | Liga MX    | 0     | 0      |
| 2009/2010 | San Luis FC       | Meksyk | Liga MX    | 11    | 0      |
| 2010/2011 | San Luis FC       | Meksyk | Liga MX    | 5     | 0      |
| 2011/2012 | Club Necaxa       | Meksyk | Ascenso MX | 10    | 0      |
| 2012/2013 | San Luis FC       | Meksyk | Liga MX    | 0     | 0      |
| 2013/2014 | Mérida FC         | Meksyk | Ascenso MX | 19    | 0      |
| 2014/2015 | Chiapas FC        | Meksyk | Liga MX    |       |        |